# Колфакс (Индијана)
Колфакс (енгл. Colfax) град је у америчкој савезној држави Индијана.

## Демографија
По попису из 2010. године број становника је 691, што је 77 (-10,0%) становника мање него 2000. године.
| Група             | 2000.       | 2010.       |
| Белци             | 754 (98,2%) | 653 (94,5%) |
| Афроамериканци    | 0 (0,0%)    | 3 (0,4%)    |
| Азијати           | 1 (0,1%)    | 5 (0,7%)    |
| Хиспаноамериканци | 13 (1,7%)   | 22 (3,2%)   |
| Укупно            | 768         | 691         |